# Carlo Filiberto d'Este

Stemma di famiglia

Carlo Filiberto d'Este (1646 – 1714) figlio di Carlo Emanuele e di Paola Camilla Marliani. 5º Marchese di Borgomanero e Porlezza, 3* Marchese di Santa Cristina.

## Biografia
Nacque nel 1646 da Carlo Emanuele d’Este e da Paola Camilla Marliani.
Nel 1671, Carlo Filiberto sposò Bibiana Gonzaga, figlia di Ferdinando I, marchese di Castiglione.
Il 17 giugno 1699 rinuncia al feudo di Santa Cristina e lo cede al Collegio Germanico-Ungarico di Roma.
Morì nel 1714 senza eredi nati dal matrimonio e pertanto i titoli e le pretensioni dinastiche ritornarono al ramo principale in capo in quel momento a Sigismondo III d'Este.
Il 29 novembre 1717 morirà la moglie Bibiana Gonzaga.
Il figlio legittimato (al quale venne dato il nome del nonno Carlo Emanuele) Carlo Emanuele d'Este, citato come marchese di Santa Cristina, in realtà non ebbe mai alcuna investitura ufficiale; egli fu Generale per la Casa d’Asburgo e poeta. I beni in suo possesso furono sequestrati il 13 settembre del 1734. Carlo Emanuele d'Este morirà nel 1766, senza tuttavia aver avuto alcun diritto di successione e pretensione della dinastia degli Este di San Martino, che si era estinta nel 1752 con la morte di Carlo Filiberto II senza eredi maschi.

## Discendenza
Carlo Filiberto ebbe un figlio legittimato:
- Carlo Emanuele (1708 – 1766), detto il Marchese di Santa Cristina

## Ascendenza
|                                                     |                              |                               | Genitori                            |  |  | Nonni |  |  | Bisnonni                                    |  |  | Trisnonni                                        |  |
|                                                     |                              |                               |                                     |  |  |       |  |  | Filippo I d'Este, I marchese di San Martino |  |  | Sigismondo II d'Este, III signore di San Martino |  |
|                                                     |                              |                               |                                     |  |  |       |  |  | Filippo I d'Este, I marchese di San Martino |  |  | Sigismondo II d'Este, III signore di San Martino |  |
|                                                     |                              | Giustina Trivulzio            |                                     |  |  |       |  |  | Filippo I d'Este, I marchese di San Martino |  |  |                                                  |  |
| Sigismondo d'Este, II marchese di Lanzo             |                              |                               |                                     |  |  |       |  |  | Filippo I d'Este, I marchese di San Martino |  |  |                                                  |  |
|                                                     |                              | Maria di Savoia               | Emanuele Filiberto, duca di Savoia  |  |  |       |  |  |                                             |  |  |                                                  |  |
|                                                     |                              | Maria di Savoia               | Emanuele Filiberto, duca di Savoia  |  |  |       |  |  |                                             |  |  |                                                  |  |
|                                                     |                              | Maria di Savoia               | Laura Crevola                       |  |  |       |  |  |                                             |  |  |                                                  |  |
| Carlo Emanuele d'Este, II marchese di Borgomanero   |                              | Maria di Savoia               |                                     |  |  |       |  |  |                                             |  |  |                                                  |  |
|                                                     |                              | …                             | …                                   |  |  |       |  |  |                                             |  |  |                                                  |  |
|                                                     |                              | …                             | …                                   |  |  |       |  |  |                                             |  |  |                                                  |  |
|                                                     |                              | …                             | …                                   |  |  |       |  |  |                                             |  |  |                                                  |  |
| Françoise Charledes d'Antel d'Hôtel                 |                              | …                             |                                     |  |  |       |  |  |                                             |  |  |                                                  |  |
|                                                     |                              | …                             | …                                   |  |  |       |  |  |                                             |  |  |                                                  |  |
|                                                     |                              | …                             | …                                   |  |  |       |  |  |                                             |  |  |                                                  |  |
|                                                     |                              | …                             | …                                   |  |  |       |  |  |                                             |  |  |                                                  |  |
| Carlo Filiberto d'Este, III marchese di Borgomanero |                              | …                             |                                     |  |  |       |  |  |                                             |  |  |                                                  |  |
|                                                     | conte Paolo Camillo Marliani | conte Pietro Antonio Marliani |                                     |  |  |       |  |  |                                             |  |  |                                                  |  |
|                                                     | conte Paolo Camillo Marliani | conte Pietro Antonio Marliani |                                     |  |  |       |  |  |                                             |  |  |                                                  |  |
|                                                     | conte Paolo Camillo Marliani | Cornelia Rajnoldi             |                                     |  |  |       |  |  |                                             |  |  |                                                  |  |
| Luigi Marliani                                      | conte Paolo Camillo Marliani |                               |                                     |  |  |       |  |  |                                             |  |  |                                                  |  |
|                                                     |                              | Giulia Martinengo Cesaresco   | conte Annibale Martinengo Cesaresco |  |  |       |  |  |                                             |  |  |                                                  |  |
|                                                     |                              | Giulia Martinengo Cesaresco   | conte Annibale Martinengo Cesaresco |  |  |       |  |  |                                             |  |  |                                                  |  |
|                                                     |                              | Giulia Martinengo Cesaresco   | Clara Federighi                     |  |  |       |  |  |                                             |  |  |                                                  |  |
| Paola Camilla Marliani                              |                              | Giulia Martinengo Cesaresco   |                                     |  |  |       |  |  |                                             |  |  |                                                  |  |
|                                                     |                              | Fabrizio Marliani             | …                                   |  |  |       |  |  |                                             |  |  |                                                  |  |
|                                                     |                              | Fabrizio Marliani             | …                                   |  |  |       |  |  |                                             |  |  |                                                  |  |
|                                                     |                              | Fabrizio Marliani             | …                                   |  |  |       |  |  |                                             |  |  |                                                  |  |
| Antonia Marliani                                    |                              | Fabrizio Marliani             |                                     |  |  |       |  |  |                                             |  |  |                                                  |  |
|                                                     |                              | Anna Carcassola               | …                                   |  |  |       |  |  |                                             |  |  |                                                  |  |
|                                                     |                              | Anna Carcassola               | …                                   |  |  |       |  |  |                                             |  |  |                                                  |  |
|                                                     |                              | Anna Carcassola               | …                                   |  |  |       |  |  |                                             |  |  |                                                  |  |
|                                                     |                              | Anna Carcassola               |                                     |  |  |       |  |  |                                             |  |  |                                                  |  |